# Serialismo
El serialismo integral es una técnica de composición musical surgida en el siglo XX. Tiene sus orígenes en el dodecafonismo de Arnold Schönberg, aunque abarca posibilidades creativas más amplias. La distinción fundamental entre el serialismo y el dodecafonismo estriba en que el principio serial se puede aplicar a varios parámetros musicales (ritmo, dinámica, timbre, etc.), y no solo a la altura de las notas, como sugería la propuesta dodecafónica original.
El serialismo puede caracterizarse según la cantidad de parámetros musicales a los que el compositor aplique el principio serial. El serialismo básico es el dodecafonismo, que comprende solo el parámetro de la altura de las doce notas de la escala cromática (el dodecafonismo también se denomina “técnica de las doce notas” en la literatura anglosajona). Los desarrollos posteriores, sobre todo a partir de la Segunda Guerra Mundial, buscaron el camino hacia un “serialismo integral”, en donde el principio serial rigiera los demás parámetros musicales aparte de la altura. En algunas obras se aplica el principio serial también al ritmo de las notas; es decir, además de tocar las notas de la escala cromática en cierto orden, añaden a cada una de las doce una duración distinta. Otras obras incluyen el parámetro de la dinámica y, en ciertos casos, el de timbre. Es decir, a cada una de las doce notas con una duración distinta se añade una intensidad sonora distinta (pianísimo, forte, mezzoforte, etc.) y un tipo de sonido distinto (la primera nota sería tocada por un violín, la segunda por un piano, la tercera por un oboe, etc., aunque algunos compositores prescinden de este último parámetro, para que la pieza pueda ser interpretada por un solo instrumento).

## Serialismo dodecafónico
La propuesta del dodecafonismo es establecer un principio serial a las doce notas de la escala cromática. La escala cromática es aquella que incluye todos los semitonos entre una nota y su octava (por ejemplo, si comenzamos en do, la escala cromática sería la siguiente sucesión: do, do sostenido, re, re sostenido, mi, fa, fa sostenido, sol, sol sostenido, la, la sostenido, si ―o bien, para los sostenidos, sus notas bemoles correspondientes―). El compositor elige un orden determinado en que se deben tocar estas notas, sin poder repetirse una hasta que se hayan tocado las otras once (impidiendo así que haya cualquier coherencia tonal). A esta secuencia se denomina “serie original” (O). Una vez establecido el orden en que se deben tocar las doce notas, se transmuta la serie original a su retrógrado (R), o sea las notas de la serie original tocadas en el orden inverso (la última nota de la serie se toca primero, la penúltima en segundo lugar, la antepenúltima en tercero, etc.). Posteriormente, la serie original se pone en su inversión (I), es decir invirtiendo la dirección de los intervalos entre las doce notas. Si entre la primera nota y la segunda de la serie original hay un intervalo de, por ejemplo, dos tonos en dirección ascendente, ahora entre la primera y la segunda nota debe haber dos tonos en dirección descendente (por ejemplo, do-mi en la serie original, y do-la bemol en la inversión). Por último, se establece el retrógrado de la inversión (RI), es decir la inversión (I) tocada en el orden contrario. Morehead y MacNeil proporcionan un ejemplo claro (véase Ejemplo 1).

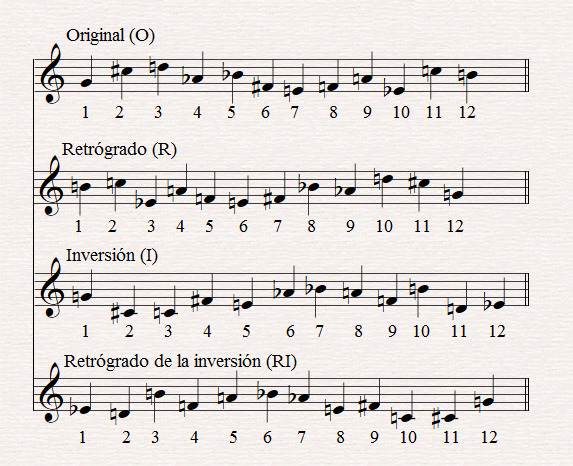
Ejemplo 1 (elaboración propia con base en Philip D. Morehead y Anne MacNeil [ilustraciones de Charlotte Rollman], The International Dictionary of Music, Harmondsworth, Meridian, 1992, s. v. “Serialism”).

Adicionalmente, cada una de estas cuatro posibilidades (O, R, I, RI) puede transponerse a cualquier intervalo, por lo que se pueden tocar hasta 48 transposiciones de la serie (los doce grados de la escala cromática multiplicados por las cuatro posibilidades O, R, I y RI). Naturalmente, el compositor puede elegir cuántas modificaciones incluir, sin que las 48 sean obligadas.
En esta técnica compositiva, las doce notas de la escala cromática tienen la misma igualdad jerárquica, al no poder repetirse una sin que las otras once hayan sido tocadas previamente. Ya no hay, como había establecido la tradición, una nota fundamental (tónica) a partir de la cual las demás toman una jerarquía particular. Ya no hay dominantes, subdominantes, sensibles. La “democracia” irrumpe en la música. Ahora, la única estructura rectora será aquella que el compositor haya determinado en la serie original, a partir de la cual se dará el desarrollo de la obra.
Schönberg introdujo el dodecafonismo en sus Fünf Klavierstücke, op. 23 (más desarrollado en su Serenata, op. 24; su Suite para piano, op. 25; sus Variaciones para orquesta, op. 31; su Klavierstück, op. 33a). Particularmente, lo explica y ejemplifica en su Sistema de composición de doce notas (1921). Esta técnica fue adoptada ―aunque con distintas modificaciones y aportaciones― por sus discípulos Alban Berg y Anton Webern. No obstante, Berg (Der Wein; Concierto para violín; Suite lírica para cuarteto de cuerdas; su ópera Lulu) buscó conservar algunos nexos tonales dentro de la estructura dodecafónica, además de que nunca, en ninguna de sus obras, se apegó estrictamente a una serie particular.  Webern (Concerto, op. 24; Cuarteto de cuerdas, op. 28), en cambio, es mucho más radical con el método dodecafónico, pues todos los elementos formales de algunas de sus obras derivan enteramente de éste y no de ninguna convención musical previa u otras influencias.
Algunos compositores serialistas han recurrido a este método usando menos notas de las doce de la escala cromática. Incluso Schönberg llegó a usar series con menos de doce notas (en la segunda de sus Fünf Klavierstücke, op. 23 y su Serenata, op. 24), lo mismo que Stravinsky en su Cantata y en In memoriam Dylan Thomas, en donde adopta el serialismo pese a ser considerado por muchos como antagonista de Schönberg. También algunos compositores, notablemente Olivier Messiaen (en su Quatour pour la fin du temps) y Luciano Berio (Nones), crearon series con más de doce notas, naturalmente repitiendo algunas.

## Crítica del serialismo integral al dodecafonismo
Los desarrollos más acabados del serialismo surgen después de la Segunda Guerra Mundial.  Los compositores serialistas a partir de la década de 1950 (aunque hay antecedentes ya en Berg y el estadounidense Henry Cowell)  criticaron al dodecafonismo por no aplicar el principio serial íntegramente a todos los parámetros musicales de la obra. En realidad, las nuevas reglas de composición musical establecidas por Schönberg (usar las doce notas de la escala cromática, sin que una se repita hasta tocarse las otras once, etc.) solo abarcaban la mera altura de las notas. Los otros elementos sonoros seguían tratándose de la forma tradicional, y no había, por lo tanto, una ruptura plena, tajante, con la tradición del canon musical a la que tanto se habían opuesto los dodecafonistas. 
Un serialismo auténtico, “integral”, sería entonces aquel que empleara el principio serial a los otros parámetros musicales, como el ritmo, la dinámica, el timbre. Es decir, el principio serial también debía afectar a la duración de las notas, la intensidad o el volumen con que se tocaban y el tipo de sonido que producían los distintos instrumentos que las interpretaban. Así como, en el dodecafonismo, las doce notas de la escala cromática se habían puesto en un orden determinado, ahora a cada una de esas doce notas se añadiría también un ritmo, una dinámica y un timbre determinados. De esta manera, la primera nota de la serie tendría una duración particular, una intensidad específica y sería tocada por un instrumento distinto. La siguiente nota de la serie tendría, pues, una duración distinta a la primera, otra intensidad y la tocaría otro instrumento. La tercera, cuarta, quinta, y sucesivamente hasta la nota 12, tendrían todas distinto ritmo, dinámica y timbre (algunos compositores sustituyen el timbre por el ataque, para que la obra pueda ser interpretada por un solo instrumento). De esta manera, todos los elementos musicales de la obra seguirían estrictamente el principio serial, y ya no únicamente la altura de las notas. Estaríamos, pues, en el “serialismo total”, absoluto, integral. Por ejemplo, a la serie citada de Morehead y MacNeil puede aplicarse el principio serial en los parámetros de ritmo y dinámica (véase Ejemplo 2).

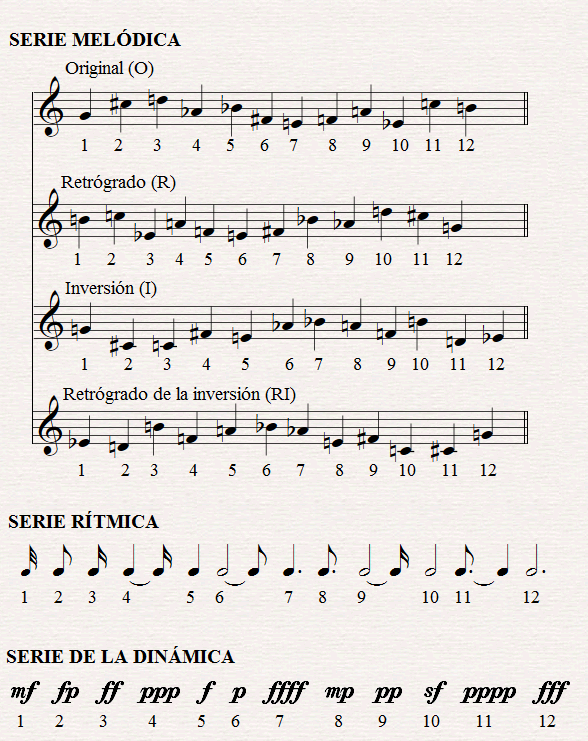
Ejemplo 2 (elaboración propia con base en Philip D. Morehead y Anne MacNeil [ilustraciones de Charlotte Rollman], The International Dictionary of Music, Harmondsworth, Meridian, 1992, s. v. “Serialism”).

Podría decirse, pues, que el “serialismo integral” es el dodecafonismo llevado a su máxima expresión. Algunas obras solo extienden el principio serial a la altura y el ritmo (Berg, Suite lírica, tercer movimiento; Webern, Variaciones para orquesta, op. 30; Stravinsky, Movimientos para piano y orquesta), mientras que en otras abarca más patrones musicales (por ejemplo, Messiaen, Quatre études de rhythme; Pierre Boulez, Estructuras 1; Milton Babbitt, Tres composiciones para piano).

## Serialismo integral
El centro del serialismo integral fue Darmstadt, a cuyos cursos de verano de música nueva asistió buena parte de los compositores representativos de esta corriente (Boulez, Stockhausen, Messiaen, Berio, Luigi Nono, el italiano Bruno Maderna, el belga Henri Pousseur, los alemanes Wolfgang Fortner y Hans Werner Henze y el austríaco-estadounidense Ernst Krenek).
Los compositores más aclamados del serialismo integral son, en Europa, el francés Pierre Boulez (primer libro de sus Estructuras para dos pianos; Le marteau sans maître; Pli selon pli; Trope) y el alemán Karlheinz Stockhausen (Gesang der Jünglinge; Zeitmasse; Gruppen; Kontakte; Kontra-Punkte); y en Estados Unidos, notablemente, Milton Babbitt (Composition for twelve instruments; segundo Cuarteto de cuerdas). Webern y Olivier Messiaen tuvieron, de manera conjunta, una influencia preponderante en Boulez y Stockhausen.  Messiaen, por ejemplo, en su obra Mode de valeurs et d’intensités ―aunque no estrictamente serialista― presenta algunos elementos predeterminados en los parámetros de altura, registro, ritmo y ataque. También sus Quatre études de rhythmes para piano son una de las obras que más aportaron al desarrollo de la técnica serial, a pesar de que la obra completa de este compositor, en una visión general, no puede considerarse serialista.
Boulez, en sus Estructuras 1 para dos pianos, controla distintos parámetros musicales con base en las permutaciones de una serie original de doce números. Los parámetros a los que recurre son la altura, ritmo, dinámica y ataque. En cuanto al ritmo, la primera nota tiene valor de fusa, y a cada nota siguiente añade el valor de una fusa, de modo que cada nota de la serie va teniendo una duración más larga.  Del mismo modo, se establece una altura, una dinámica y un ataque distintos para cada una de las doce notas de la serie. Así, prácticamente la mayor parte de las posibilidades creativas están determinadas desde la serie original, casi automáticamente. En sus composiciones posteriores, Boulez desarrolló una técnica mucho menos rígida, sin tantas predeterminaciones, flexibilizando su técnica serial.
“Stockhausen favoreció en la década de 1950 la utilización de estructuras seriales para controlar las características más generalizadas de la organización a gran escala. En sus Gruppen para tres orquestas, desarrolló la técnica grupal de composición. Utiliza una serie básica que consta de una sucesión de proporciones numéricas que gobienra la extensión de las secciones formales, los tiempos de estas secciones e incluso elementos de la textura tan generales como el ámbito global de las alturas de cada segmento, el número de eventos dentro del segmento, la velocidad de estos eventos, etc. En este método, la personalidad musical de un grupo venía definida fundamentalmente por sus cualidades estadísticas globales en vez de por la combinación, o suma, de sus elementos puntillistas individuales”.
Milton Babbitt (segundo Cuarteto de cuerdas) es “el compositor que ha sido más consistente en codificar teóricamente y proceder compositivamente a partir de los compositores serialistas de la primera generación”.  Se lo reconoce particularmente por llevar el principio de combinatoriedad a sus versiones más acabadas.  En sus Tres composiciones para piano, desarrolla una estructura serial basada en los parámetros de altura y dinámica; además de dar a cada nota una intensidad particular, utiliza para el ritmo la secuencia 5-1-4-2, a la que recurre de maneras distintas. Por ejemplo, puede servir como unidades de semicorchea (cinco semicorcheas, una semicorchea, cuatro semicorcheas, dos semicorcheas), o bien como base para colocar ligaduras y acentos en una serie de doce semicorcheas, como se muestra en el Ejemplo 3.

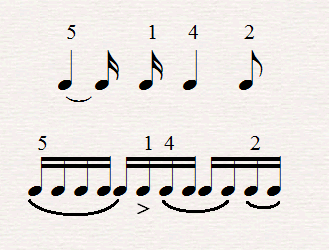
Ejemplo 3 (elaboración propia con base en Michael Randel [ed.], Diccionario Harvard de música, trad. Luis Carlos Gago, Madrid, Alianza, 1997, s. v. “Serial, música”).

Posteriormente, Babbitt desarrolló un método que permite traducir relaciones de altura entre notas en relaciones de duración, llevando la lógica serialista a una de sus versiones más acabadas. Sus innovaciones respecto al método serialista tradicional le permitió tener una producción musical sumamente fructífera, que ha influenciado a otros compositores como Donald Martino y Charles Wuorinen. Babbitt recurrió también a técnicas basadas en multiplicaciones, formaciones compositivas y derivaciones sistemáticas de grupos secundarios.

## Recepción y debate
En la Alemania nazi, el Tercer Reich llegó a considerar al dodecafonismo un “arte degenerado”. No es, pues, coincidencia que la técnica dodecafónica, y sus desarrollos posteriores, hayan cobrado especial ímpetu pasada la Segunda Guerra Mundial. Muchos dodecafonistas migraron a América por su condición de judíos, pero otros debieron también huir por el simple hecho de componer con esta técnica condenada por el nazismo. Schönberg, Wellesz e incluso Gerhard debieron migrar, mientras que, en Austria, Apostel, Jelinek y particularmente Webern tuvieron que vivir en la represión. Patrones similares se presentaron durante el estalinismo de la Unión Soviética. Son curiosas, sin embargo, y dignas de atender las percepciones que ambos regímenes tenían sobre el dodecafonismo. Mientras que, para Hitler, el dodecafonismo era una expresión del “bolchevismo cultural”, en la URSS Stalin lo calificaba como “el testimonio exasperante del formalismo burgués de finales del XIX”.
Por otra parte, debe tomarse en cuenta que el “placer auditivo” no es la principal prioridad del serialismo. Antes bien, es un proyecto intelectual, en donde la estructura de la obra pasa a un primer plano, con un resultado auditivo secundario. En la mayoría de las ocasiones, los procedimientos seriales son difíciles de percibir incluso para los oídos más educados, por lo que contar con la partitura y analizarla se vuelve casi conditio sine qua non para poder comprender la obra. Con tales exigencias, es natural que el serialismo se halle fuera del gusto de los públicos. Una de las grandes críticas a los compositores serialistas, desde su etapa dodecafónica, fue precisamente su “deliberado rechazo al público”,  que recibía sus obras con justificada incomprensión e incluso hostilidad.  En opinión de Zambrano, el compositor serialista “demanda una devoción por lo incuestionable de su universo interior”, perdiéndose “el espacio común entre los autores, el público y los intérpretes, para ser sólo el espejo de lo particular del compositor. Esto dejó un repertorio lleno de una sensibilidad árida, cuyo valor radica en la dificultad”.
En cuanto a esta incapacidad de “percepción” auditiva de los procedimientos seriales, Meyer ha elaborado varias explicaciones: la capacidad desde temprana edad para comprender música tonal, pero no atonal; la poca redundancia que presenta la música serial (y, por tanto, la necesidad de una atención y concentración casi absolutas); la gran diferencia entre distintos métodos seriales de composición, por lo que aprender a percibir los procedimientos seriales en una obra puede no servir para percibirlos en otra; y, finalmente, el continuo rechazo del serialismo a los intervalos fácilmente perceptibles por el oído humano, como las octavas y quintas, así como de los ritmos fáciles de identificar. Lévi-Strauss ha dicho que la música serial no puede funcionar como lenguaje comunicativo porque carece de un “nivel de articulación” primario, necesario para definir las expectativas del espectador (lo cual sí ofrece la música tonal, mediante las relaciones jerárquicas entre las notas de la escala diatónica).
Las respuestas de los compositores serialistas se han basado en tres argumentos, básicamente: 1) los procedimientos seriales no tienen que ser percibidos por el público; 2) los procedimientos seriales no se perciben conscientemente, pero la música serial da un efecto de coherencia que el escucha no puede explicar; 3) los procedimientos seriales sí pueden percibirse, con una cooperación del escucha en el aprendizaje de la técnica serial. Naturalmente, las tres posturas arrojan otras preguntas y otros problemas.
Paul Hindemith, considerado también un “degenerado” por el Tercer Reich, se manifestó en contra del dodecafonismo abiertamente. Sus críticas se hallan en el tratado Unterweisung im Tonsatz (“El oficio de la composición musical”, 1940). Roman Vlad, compositor serialista, ha sugerido que hay antecedentes del dodecafonismo en el mismo canon, comenzando por Bach (su preludio en la menor de El clave bien temperado, tomo 2), Mozart (la escena del comedor en Don Giovanni), Liszt (Sinfonía Fausto) y Wagner (Tristán e Isolda). Según Vlad, en el futuro el dodecafonismo no se entenderá más como el parteaguas que da comienzo a una nueva era en la historia de la música, sino “como la fase final de la época caracterizada por el uso del temperamento igual, del que agota los recursos formales”.

## Compositores serialistas
Es necesario decir que la inmensa mayoría de los compositores serialistas no recurrieron a la técnica serialista en todas sus obras. Todos tienen algunas composiciones seriales, algunos momentos serialistas, pero no es de ninguna manera permanente. Los mismos Schönberg, Webern y Berg terminan “relajando” el método dodecafónico,  lo mismo que Boulez y Stockhausen terminan abandonando el serialismo integral.
Dicho lo cual, en adelante se enlistan en orden alfabético algunos compositores que han recurrido al serialismo, en sus diversas categorías, para componer algunas de sus obras o fragmentos de ellas:
- Aaron Copland
- Alban Berg
- Alberto Ginastera
- Aldo Clementi
- André Boucourechliev
- Ann Southam
- Anton Webern
- Arnold Schönberg
- Arthur Berger
- Ben Johnston
- Benjamin Britten
- Bill Hopkins
- Boris Blacher
- Brian Ferneyhough
- Bruno Maderna
- Camillo Togni
- Cesar Guerra-Peixe
- Charles Wuorinen
- Claudio Santoro
- Darius Milhaud
- Denis ApIvor
- Dieter Schnebel
- Don Banks
- Donald Martino
- Egon Wellesz
- Elisabeth Lutyens
- Erik Bergman
- Ernst Krenek
- Fartein Valen
- Franco Donatoni
- Franco Evangelisti
- Frank Martin
- Frans Geysen
- George Rochberg
- Gilbert Amy
- Gilles Tremblay
- Glenn Gould
- Goffredo Petrassi
- Gottfried Michael Koenig
- Hanns Eisler
- Hanns Jelinek
- Hans Abrahamsen
- Hans Erich Apostel
- Hans Werner Henze
- Heinz Holliger
- Henri Pousseur
- Hermann Heiss
- Hugo Weisgall
- Humphrey Searle
- Iannis Xenakis
- Igor Stravinsky
- Ingvar Lidholm
- Irving Fine
- Jacques Calonne
- Jacques Wildberger
- Jacques-Louis Monod
- Jean Barraqué
- John McGuire
- Jonathan Harvey
- John Zorn
- Jorge Morel
- Józef Koffler
- Juan Carlos Paz
- Jürg Baur
- Karel Goeyvaerts
- Karel Husa
- Karl Amadeus Hartmann
- Karlheinz Essl
- Karlheinz Stockhausen
- Kees van Baaren
- Klaus Huber
- Konrad Boehmer
- Krzysztof Penderecki
- La Monte Young
- Leopold Spinner
- Lou Harrison
- Louis Andriessen
- Lowell Liebermann
- Luciano Berio
- Lucien Goethals
- Luigi  Nono
- Luigi Dallapiccola
- Luis H. Salgado
- Lukas Foss
- Manuel Enríquez
- Martin Boykan
- Mátyás Seiber
- Mauricio Kagel
- Meyer Kupferman
- Michel Philippot
- Milton Babbitt
- Niccolò Castiglioni
- Nikolai Karetnikov
- Nikolaos Skalkolttas
- Ole Buck
- Olivier Messiaen
- Osmar Maderna
- Osvaldas Balakauskas
- Paul Méfano
- Pelle Gudmundsen-Holmgreen
- Per Nørgård
- Peter Schat
- Peter Westergaard
- Philippe Manoury
- Pierre Boulez
- René Leibowitz
- Richard Swift
- Robert Morris
- Robert Suderburg
- Roberto Gerhard
- Roger Reynolds
- Roger Sessions
- Roger Smalley
- Roman Vlad
- Ron Jarzombek
- Rudolf Kelterborn
- Ruth Crawford Seeger
- Salvador Contreras
- Stefan Wolpe
- Terry Riley
- Thea Musgrave
- Ursula Mamlok
- Virgil Thomson
- Walter Piston
- William Walton
- Wladimir Vogel
- Wolfgang Fortner
- Yoritsune Matsudaira
- York Höller